# Straight for the Heart
Straight for the Heart is een nummer van de Amerikaanse rockband Toto. Het is de vijfde en laatste single van zevende studioalbum The Seventh One.
"Straight for the Heart" gaat over een jongen die smoorverliefd is op een meisje, zonder dat de liefde echter beantwoord wordt. Het nummer is de laatste single van Toto met Joseph Williams, die het vanwege stemproblemen voor gezien hield de band. Ook al wist de single nergens tot de hitlijsten door te dringen, toch werd het zeer gewaardeerd door muziekcritici. Het nummer heeft een klassiek jaren tachtig ritme met duidelijke fusioninvloeden. Onder de gastmuzikanten in het nummer bevinden zich Jim Horn op de saxofoon en Patti Austin als tweede stem.